# Rose Venkatesan
Rose Venkatesan est la première animatrice de talk-show indienne basée à Chennai, dans le Tamil Nadu. Elle est une femme trans, et est active dans de nombreux domaines comme la télévision et la radio.

## Jeunesse et éducation
Rose Venkatesan prend conscience de son identité de genre lorsqu'elle a environ cinq ans et se sent mal à l'aise d'être forcée de se comporter comme un garçon. Elle a une vingtaine d'années lorsqu'elle commence à porter des vêtements féminins.
Elle termine le lycée en 1996 à l'école secondaire supérieure de la mission Sri Ramakrishna (sud), à Chennai. Elle étudie le génie mécanique au Sathyabama Engineering College (qui s'appelle aujourd'hui Sathyabama University), situé à Chennai, entre 1997 et 2001. Elle voyage aux États-Unis pour étudier le génie biomédical à la Louisiana Tech University entre 2001 et travaille comme conceptrice de sites Web avant de rentrer à Chennai en 2003,.
Il faut des années à Rose Venkatesan pour dire à sa famille ce qu'elle ressent, et son coming out y est mal reçu. Lorsqu'elle décide de commencer sa transition en 2004, sa famille utilise des moyens violents pour l'en empêcher, envisageant même le mariage comme une solution possible. Elle est frappée par son frère et enfermée dans une pièce. Elle fait une tentative de suicide durant cette période. Mise à la porte de chez elle, elle travaille pendant un certain temps dans un centre d'appels. Elle vit actuellement[Quand ?] avec sa famille, qui ne l'accepte que sous conditions. Sa mère a rompu tous les liens et a déménagé de chez eux,,.

## Carrière

### Télévision
Rose Venkatesan fait ses débuts à la télévision dans le talk-show Ippadikku Rose (anglais : Yours truly, Rose) qui est diffusé sur Vijay TV. L'émission traite de sujets d'actualité touchant à une grande variété de questions sociales, notamment les traditions, les tabous, les rebelles et la culture, et a une audience de plusieurs dizaines de millions de téléspectateurs. L'émission débute en février 2008 et se termine en avril 2009. En juillet 2009, Rose passe à Kalaignar TV (en) pour l'émission Idhu Rose Neram ( anglais : This is Rose Time ). Dans l'émission, elle joue le rôle d'une tamoule née aux États-Unis qui étudie l'indologie et invite des gens chez elle pour discuter de sujets tels que l'obésité.

### Radio
Après avoir mis fin à sa carrière télévisuelle en 2010, elle est devient animatrice de radio à 92.7 Big FM (en) en juin 2011, diffusant l'émission Rosudan Pesungal ( anglais : Talk with Rose ) les après midi de semaine.

### Politique
En mars 2012, elle déclare envisager de créer un parti politique, le Sexual Liberation Party of India. Elle explique que les objectifs du parti seraient de promouvoir la liberté sexuelle et les droits des femmes et des personnes LGBT. Certaines des propositions initiales sont de légaliser la prostitution et les bordels, de changer les Lois sur l'adultère en Inde (en) et d'abaisser l'âge minimum pour les relations sexuelles à 14-15 ans.

### Cinéma
Rose Venkatesan fait ses débuts en tant que réalisatrice avec Cricket Scandal dans lequel elle tient le rôle principal, avec Kishan Ramachandran dans le rôle principal masculin. Elle prépare également des projets de films mettant en scène des personnages transgenres et recherche un partenaire de production pour sa série télé-réalité dont le sujet est la chirurgie de réattribution sexuelle.

### Militantisme
Rose Venkatesan est une fervente partisane des droits LGBTQ, des droits des femmes et de la libre expression sexuelle. Au fil des ans, elle a construit sa carrière en soulevant ouvertement des questions de société par le biais de la radio et de la politique. Dans les années 2010, impliquée dans l'agriculture biologique à la périphérie de Chennai et travaillant en tant qu'indépendante dans le secteur des entreprises, Rose Venkatesan forme des employés à prendre l'accent américain et leur enseigne la grammaire et la diction anglaise.
Selon elle, le monde de l'entreprise est plus mature, mais il n'est pas exempt de problèmes liés à la discrimination basée non seulement sur la sexualité, mais aussi sur le genre.

## Controverses
Lors d'une rencontre avec la presse qu'elle a organisée, le public de la presse est au complet, mais aucun journal n'en parle ensuite. Dans un cas de discriminations à l'encontre des personnes transgenres, un journaliste d'un journal anglais réputé l'a un jour contactée pour obtenir des contacts de travailleuses du sexe pour les utiliser à des fins personnelles.
Bien que craignant un retour de bâton, Rose Venkatesan déclare en 2018 qu'elle continuera à être dans les médias jusqu'à ce qu'elle expose leur hypocrisie.